# ماري إيدي
ماري إيدي (بالنرويجية: Mari Eide)‏ (و. 1989  م) هي متزلجة نرويجية.

## روابط خارجية
- ماري إيدي على موقع IMDb (الإنجليزية)
- ماري إيدي على موقع الاتحاد الدولي للتزلج (التزلج الريفي) (الإنجليزية)